# Cepora himiko
Cepora himiko is een vlindersoort uit de familie van de Pieridae (witjes), onderfamilie Pierinae.
Cepora himiko werd in 1994 beschreven door Hanafusa.